# Composante spatiale optique
Pour les articles homonymes, voir CSO.
La Composante spatiale optique (CSO) est une série de trois satellites de reconnaissance optique faisant partie du programme d'armement français MUSIS (Multinational Space-based Imaging System). Déployés entre 2018 et 2025, ils doivent succéder, avec des performances accrues, aux satellites de génération précédente, Helios 2.

## Historique
La France dispose depuis le lancement d'Helios 1A en 1995 de satellites de reconnaissance optique lui permettant d'acquérir des images à usage militaire. Quatre satellites de cette famille sont lancés au total. Pour remplacer les satellites Helios II arrivant en fin de vie, la France tente de fédérer les besoins de plusieurs pays à travers le programme international MUSIS sans rencontrer de succès. Finalement, en 2010, pour répondre aux enjeux d'imagerie spatiale avec la fin de vie prévisible d'Helios, le programme MUSIS est lancé dans un cadre purement national, avec l'acquisition de deux satellites uniquement pour la composante spatiale.
En mars 2015, un accord bilatéral est trouvé avec l'Allemagne, prévoyant une participation allemande de 210 millions d'euros à la construction d'un troisième satellite, en échange d'un droit d'accès aux images. La Suède est également partenaire du programme, ce qui permet l'utilisation d'une station terrienne située au nord du cercle polaire, station dédiée qui, du fait de sa position, autorise des récupérations plus régulières des données acquises par les satellites.

## Caractéristiques techniques

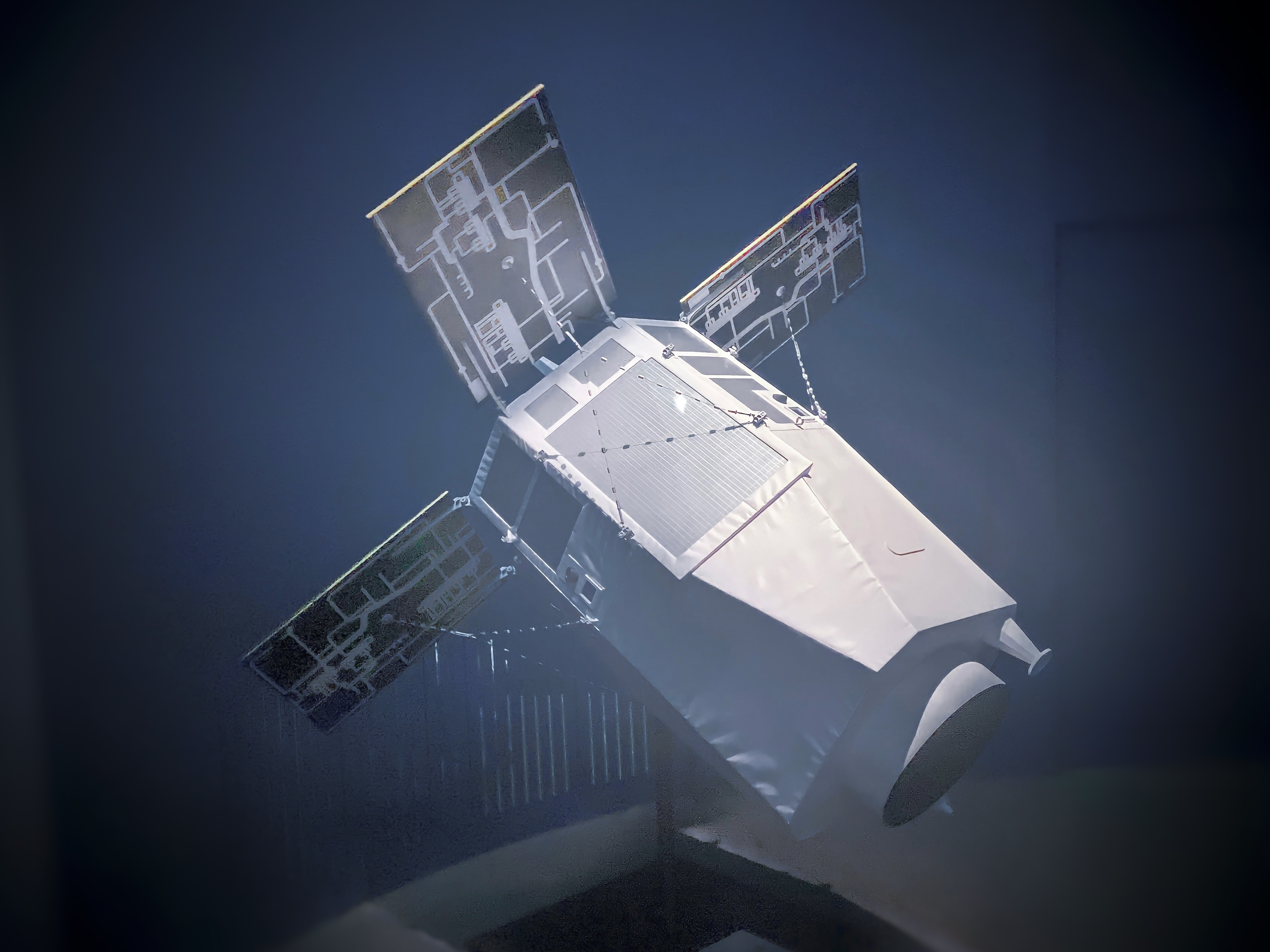
Maquette d’un satellite CSO à l’échelle 1/4e

Contrairement aux satellites Helios qui utilisaient une plate-forme commune aux satellites civils SPOT, les satellites CSO utilisent une technologie de plate-forme dérivée des Pléiades. Ils sont en revanche bien plus lourds, avec une masse de 3 500 kg. Le système comprend trois satellites identiques, avec un premier lancement en 2018, répartis sur deux altitudes différentes afin d'obtenir des images de type « très haute résolution » ou « extrêmement haute résolution ».
Ces satellites comprennent comme leurs prédécesseurs une capacité de prise d'images dans l'infrarouge,. Par rapport aux satellites Helios II, leurs bandes spectrales sont beaucoup plus étendues. Le système CSO fournit quatre fois plus d'images que le système Helios II, pour une capacité d'au moins 280 images par jour par satellite,.
Le système s'appuie sur le segment sol de MUSIS, qui est mis en œuvre au sein des Armées par le centre militaire d'observation par satellites (CMOS).
Le coût du programme s'élève à 1,3 milliard d'euros auxquels il faut rajouter 300 millions d'euros pour le segment sol et sa maintenance sur douze ans. Le coût marginal d'un unique satellite s'élève également à 300 millions d'euros. Airbus Defence and Space France (centre spatial de Toulouse) fournit la plate-forme des satellites et Thales Alenia Space France fournit l'instrument optique (télescope et sous-ensemble de détection).

### CSO-1
Le premier satellite de la composante spatiale est lancé le 19 décembre 2018 par un lanceur Soyouz ST-A depuis le Centre spatial guyanais,. Il fournit des images en très haute résolution (THR), tout comme les satellites Helios 2, d'environ 35 cm public, depuis une orbite héliosynchrone phasée à une altitude de 800 km.

### CSO-2
Le second satellite de la composante est lancé le 29 décembre 2020 par un lanceur Soyouz-ST,. Il vole plus bas, à 480 km, afin de fournir des images dites EHR (extrêmement haute résolution).

### CSO-3
Initialement prévu pour être lancé en fin d'année 2021 par une fusée Ariane 6, le troisième et dernier satellite de la composante a vu sa date de lancement être décalée à fin-2022 sur une fusée russe Soyouz-ST, lancée depuis le Centre spatial guyanais,. Après le début de l'invasion russe de l'Ukraine, le lancement est encore reporté à février 2025, sur Ariane 6,,,. Selon l'agence spatiale européenne, suite à « des opérations additionnelles nécessaires sur le moyen au sol », le lancement est de nouveau reporté au lundi 3 mars 2025 puis au 6 mars 2025 à 16h24TU avec succès.
Placé en orbite à 800 km, il sert à augmenter la fréquence de revisite du système.

## Coopération
Liste des États participants au programme CSO :
- Allemagne
- Belgique
- Italie
- Suède
- Suisse
- Grèce
- Pologne
- Espagne

### Participation de la Suisse
En 2018, le nouveau patron du Service de renseignement de la Confédération (SRC), Jean-Philippe Gaudin, souhaite que la Suisse s'engage dans un programme de satellites militaires français. Il s'agit de prendre une participation dans le programme CSO afin de bénéficier de la force de la surveillance française et de son expertise,.
En novembre 2020, par un accord bilatéral, la Suisse se voit attribuer un droit de participation à la programmation des satellites et elle bénéficie aussi d'un accès à 2 % des images prises quotidiennement, ainsi qu'aux archives d'images du système, gérées par la France. En outre, un groupe de travail franco-suisse examinera quelles sont les options pour approfondir la collaboration sur les plans scientifiques et technologiques. Le programme, estimé à 82 millions de francs suisses, couvre notamment les droits de programmation et l'installation d'une station de réception en Suisse. Le système doit être pleinement opérationnel en 2022. Le contrat-cadre est signé le 29 juin 2023 et prévoit une utilisation à partir de 2025.

## Avenir
En juin 2019, la ministre des armées, Florence Parly, annonce que le programme qui succédera à CSO s'appelle Iris.